# جوان لين
جوان لين (بالإنجليزية: Joan Lin)‏ (و. 1953 – م) هي ممثلة، وممثلة أفلام، من تايوان، ولدت في تايبيه.

## الحياة المهنية
في عام 1972، في سن العشرين، لعبت لين دور البطولة في فيلمها الأول «بطل تشيو تشاو» (المعروف أيضًا باسم بطل الواجهة البحرية)، وهو فيلم كونغ فو. تستند العديد من أفلامها إلى روايات تشيونغ ياو.
كانت لين، إلى جانب تشارلي تشين وتشين هان وبريجيت لين، من أكبر الأسماء في صناعة السينما التايوانية وهونغ كونغ في السبعينيات. أطلق عليهم الإعلام اسم «تشين تشين، تشين لين» (二秦 二) واشتهروا ببطولة العديد من الأفلام الناجحة في شباك التذاكر، وكان العديد منها مقتبس عن روايات تشيونغ ياو.
وفي عام 1979، فازت بجائزة أفضل ممثلة رئيسية في حفل توزيع جوائز الحصان الذهبي السادس عشر عن أدائها في فيلم «قصة بلدة صغيرة». خلال مسيرتها المهنية التي استمرت 10 سنوات، ظهرت لين في أكثر من 70 فيلمًا.

## جوائز
حصلت على جوائز منها:
- جائزة الحصان الذهبي لأفضل ممثلة رائدة  [لغات أخرى]‏، عن عمل: The Story of a Small Town [الإنجليزية]‏ (1979).[6]

## وصلات خارجية
- جوان لين على موقع IMDb (الإنجليزية)
- جوان لين على موقع قاعدة بيانات الفيلم (الإنجليزية)